# Grosser Priel
Grosser Priel (česky Velký Předěl; 2515 m n. m.) je nejvyšší a zřejmě nejznámější horou pohoří Totes Gebirge (Mrtvé hory) v Rakousku. Zejména od východu působí na návštěvníka neobyčejně mohutným dojmem. Nadmořská výška vrcholu dosahuje 2515 m a převyšuje tak blízké středisko Hinterstoder o více než 1900 metrů. Prominence vrcholu je 1705 m. Na vrcholu stojí 8 metrů vysoký ocelový kříž.

## Prvovýstup
Jako první zdokumentovaný výstup na vrchol uskutečnili 29. srpna 1817 Sigmund Graf von Engl, Jägern Hans, Anton Engelbert a Ferdinand Riedler.

## Náročnost

### Turistické cesty

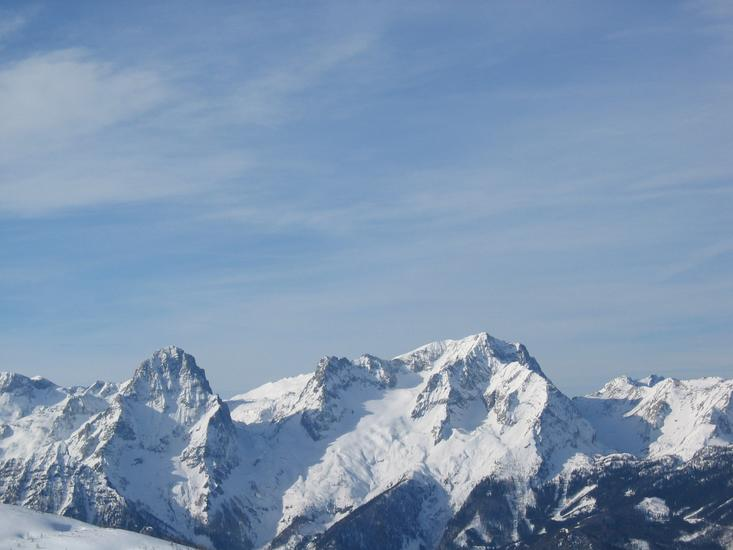
Spitzmauer a Grosser Priel v zimě

- Normální výstupová cesta od jihu na Grosser Priel od Hinterstoderu (599 m n. m.) je technicky středně náročnou horskou túrou (od Hinterstoderu převýšení zhruba 2 km, v horní pasáži přelez pomocí zajištěné cesty typu A; možnost výskytu sněhových polí). Jako záchytný bod může sloužit chata Prielschutzhaus (1420 m n. m.). Pokud vystupujeme na vrchol po klettersteigu Bert Rinesch Klettersteig (obtížnost D – rok založení 1994) pak máme před sebou velmi těžkou a exponovanou, ryze technickou túru. Ta je určena pouze zkušeným vysokohorským turistům jen za dobrého počasí (čas 4 hod. na klettersteigu). Mnohé pasáže jsou velmi vzdušné (několik žebříků je dokonce převislých).
- Druhá normální výstupová cesta ze severu vede od parkoviště u chaty Almtaler Hütte (774 m n. m.). V nadmořské výšce 1726 metrů míjí chatu Welser Hütte, od které stoupá dále do sedla Fleischbank Sattel (2123 m n. m.), které leží již na náhorní planině Totes Gebirge. Ze sedla na vrchol je to již jen 30 minut chůze po dobře upravené stezce.
- Poslední klasická výstupová cesta je nejdelší a vede od chaty Pühringer Hütte (1637 m n. m.). Ta se nachází severovýchodně nad jezerem Grundlsee. V sedle Fleischbank Sattel se spojuje s cestou od severu a pak pokračují stejně. Je to technicky nenáročná turistická stezka.

### Horolezecké cesty
- Severozápadní hrana. Obtížnost (III+)
- Jižní hrana. Obtížnost (IV+; III, A0)

## Časy přechodů
- Hinterstoder – Priel-Schutzhaus (2.30–3.00 hodiny) – Grosser Priel (3 hod. či zajištěnou cestou 4 hod.) – sestup na chatu 3 hod. Celkem 10 hod.
- Almtaler Hütte – Welser Hütte (3.00–3.30 hod.) – Grosser Priel (2 hod.) – sestup na chatu 1.30 hod. Celkem 9.00–9.30 hod.